# Домбек (гміна Трошин)
Домбек (пол. Dąbek) — село в Польщі, у гміні Трошин Остроленцького повіту Мазовецького воєводства.
Населення — 165 осіб (2011).
У 1975-1998 роках село належало до Остроленцького воєводства.

## Демографія
Демографічна структура станом на 31 березня 2011 року:
|          | Загалом | Допрацездатний вік | Працездатний вік | Постпрацездатний вік |
| -------- | ------- | ------------------ | ---------------- | -------------------- |
| Чоловіки | 81      | 17                 | 56               | 8                    |
| Жінки    | 84      | 17                 | 50               | 17                   |
| Разом    | 165     | 34                 | 106              | 25                   |